# François Villon
François Villon, egentligen François de Montcorbier, troligen född 1431, död efter 1463, var en fransk poet, mest känd för sina två verk Det lilla testamentet och Det stora testamentet, och i synnerhet några i den senare ingående dikter som "Balladen om forna tiders damer".

## Liv
Det mesta som är känt om Villons liv kommer endera från rättegångsprotokoll eller hans egen diktning – hans födelseår har exempelvis räknats fram ur en uppgift ur Det stora testamentet, där han säger sig vara 30 år. Han var son till fattiga föräldrar, och hette egentligen François de Montcorbier eller des Loges, men kallade sig Villon efter en släkting, mäster Guillaume de Villon, kandidat i kanonisk rätt och kapellan vid kyrkan Saint-Benoit le Bestourné i närheten av Sorbonne. Denne tog sig an Villon och lät honom studera vid Parisuniversitetet, där han 1449 blev student och 1452 blev han filosofie licentiat. Han skulle därefter ha fortsatt med kanonisk rätt, men "flydde skolan" och levde ett allt mer vilt och till slut brottsligt leverne. 
Han var en central karaktär i tidens studentliv, som på grund av det långa kriget mot engelsmännen var mer än vanligt rått och förvildat och tillbringade dagar och nätter på krogar och bordeller, vän med tjuvar och äventyrare. Han tyckes emellertid ha undgått att komma i beröring med rättvisan, tills han 5 juni 1455 dödligt sårade en präst, Philippe Sermoise, med vilken han råkat i träta om en glädjeflicka. Villon flydde från staden, dömdes i sin frånvaro till utvisning ur staden, men benådades i januari 1456 från straffet. 
Tillsammans med bland andra studenten och inbrottstjuven Colin des Cayeux plundrade han emellertid kort därpå teologiska fakultetens kassakista i college de Narbonne. Inbrottet lyckades. Efter några veckors glatt festande lämnade Villon och hans kamrater Paris, och han irrade de närmaste åren, troligen alltjämt som medlem av tjuvbandet les coquillards ("snäckmännen"), från den ena trakten till den andra. Det tjuvspråk han då lärde sig kom han att använda i ballader.
1457 befann han sig i Blois, möjligen i fängelse. 1461 satt han, troligen på grund av någon ny illgärning, i biskopens fängelse i Meung-sur-Loire. Han benådades, då Ludvig XI på sin eriksgata höll sitt intåg i den biskopliga staden i juli 1461 och då enligt gammal tradition utdelade allmän amnesti åt ett visst antal fångar. 
Med fribrevet på fickan begav sig Villon åter till Paris, där han skrev Det stora testamentet. Då hans bedrifter där ännu var i färskt minne, kom han snart på nytt i fängelse, men frigavs, sedan han avgett en revers på att betala teologiska fakulteten de stulna pengarna tillbaka inom 3 år.  I november 1462 sårades skrivaren vid biskopliga domstolen François Ferrebouc under en träta med Villon och hans kamrater, och Villon dömdes efter tortyr till hängning. Med döden inför ögonen skrev han "de hängdas ballad". Genom att vädja till parlamentet lyckades han emellertid få domen upphävd och förvandlad till tio års förvisning från Paris. 
Vad som sedan skedde med honom vet man ej säkert. Enligt ett samtida rykte, som anföres av François Rabelais, skulle han ha dragit sig tillbaka till Poitou, där han vunnit en beskyddare i en välbeställd abbé; senare skulle han ha låtit uppföra ett passionsspel på traktens dialekt. Troligen var han redan död för längesedan, då första upplagan av hans skrifter utkom 1489; i varje fall har han inte haft något med den att beställa.

## Verk

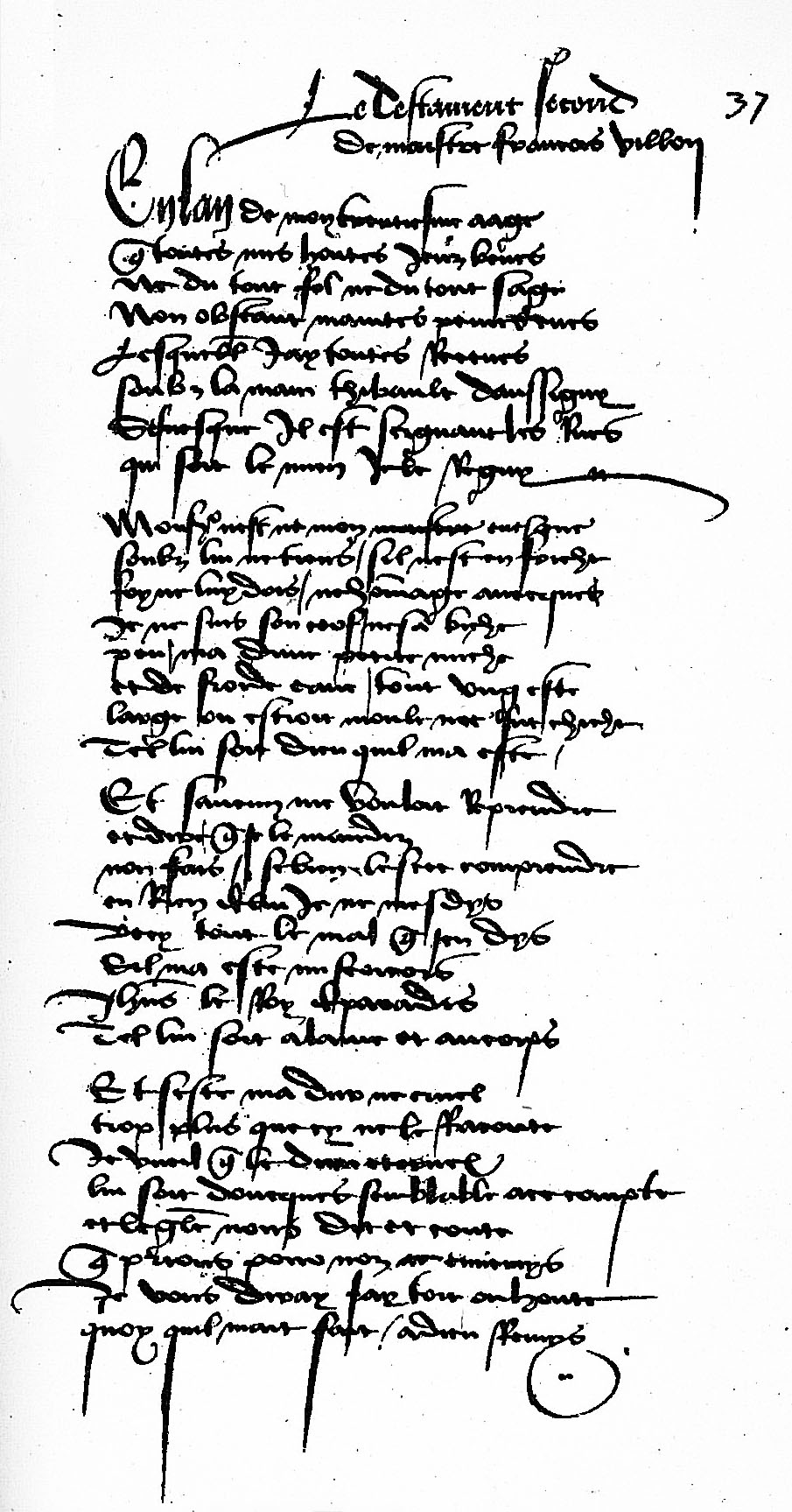
En sida ur Villons Det stora testamentet. Handskrift i Kungliga biblioteket i Stockholm.

Ur Villons stormfyllda liv framspirade en diktning, som med sådan kraft, åskådlighet och känsla återspeglar hans eget upprörda inre, hans nöjen, passioner och laster, att man med rätta karakteriserat honom som den förste moderne skalden i Frankrike, trots att hans diktning till omfånget ej är stor. Den består av en del smärre poem, rondåer och ballader, till vilka ansluta sig hans båda större dikter, Lais (1456) och Testament (vanligen kallade Lilla respektive Stora testamentet). Flera av sina mer berömda smärre dikter, såsom Ballade des dames du temps jadis (Balladen om forna tiders damer), med sitt omkväde "Var är den snö som föll i fjol?" (Mais où sont les neiges d'antan?), Les contredictz de Franc-Gontier, balladen till modern och till "tjocka Margot", har han infogat i Stora testamentet. Till hans bästa övriga ballader höra trätan mellan Villons kropp och själ (1461), i vilken han för första gången börjar sin självrannsakan, och den ballad han skrev, då han trodde sig vara på väg att hängas (1462). 
I Stora testamentet nämner han dessutom en roman uppkallad efter en i Quartier latin berömd sten, Pet au diable, som gett anledning till en lång strid och varjehanda farsartade uppträden mellan konungens folk och studenterna, men denna anses numera som ett rent påhitt. Diktserien, "Les repues franches", som finns intagen i vissa upplagor av hans skrifter och skildrar hur man på alla sätt skaffar sig gratismåltider, är förmodligen inte av Villon. 
Villon var känd som skald redan 1456. Han ansluter i sin diktning till de härskande modemönstren, de sista utlöparna av den allegorisk-didaktiska riktning, som i Frankrike inleds av Romanen om rosen. Hans ungdomsdikter är skrivna i Eustache Deschamps' och Alain Chartiers stil. Denna tids lyrik var ytterst konventionell och förkonstlad. Villons stora insats består just däri, att han i alla dessa gamla motiv inlägger ett rent personligt genomlevt element. 
Hela det gamla Quartier latin lever upp i hans dikt med sin pittoreska befolkning, sina fria seder och sitt färgrika språk. En annan egenskap, som är utmärkande för Villon, är hans förmåga att hastigt förändra tonen. Han slår över från tårar till skratt, från djupaste allvar till fräck cynism. Villon var högeligen uppskattad av sin egen samtid. Klassiciteten förstod sig däremot icke på hans poesi. Det var först med romantikerna, vilka i honom såg en föregångare till sin egen individualistiska lyrik, som intresset på allvar återuppväcktes för hans diktning. Hos Alfred de Musset, Charles Baudelaire och framför allt Paul Verlaine återfinner man mycket av den anda, som besjälat Villon.
I Lilla testamentet figurerar första gången (de återkommer även i det stora) tre fattigbarn som han i dikten donerar några mynt till för att de skall överleva vintern, vilket länge ansågs vara ett medömkans epos fram till att Villonforskaren Pierre Champion undersökte vilka som dolde sig bakom namnen. Han fann att de tre namnen pekade ut tre rika salthandlare och ockrare i Paris, och att dikten var ett galghumoristiskt satiriskt verk. På liknande sätt förhåller det sig även med andra personer som figurerar i testamenten.
Om hans utseende känna vi icke mera, än vad han själv säger, att han var "svartare än ett mullbär", tidigt åldrad och "plus maigre que chimère". Den staty som reser sig i Quartier latin är således ett rent fantasiarbete. Den första bevarade upplagan av Villons arbeten utkom 1489 och upplades ånyo 20 gånger till 1533. Då utkom Clément Marots något reviderade och moderniserade upplaga som sedan omtrycktes 10 gånger till 1542. Från detta år fram till 1723 utkom inga nya upplagor. Under 1700-talet började man dock åter sysselsätta sig med Villon. Det var dock först med romantiken, som forskningen började på allvar.

## Eftermäle
Villon har under århundradenas lopp inspirerat många visdiktare, bland andra Evert Taube i dikten Vinterballad och Cornelis Vreeswijk. 
Asteroiden 10140 Villon är uppkallad efter honom.